# Giardino dei Giusti

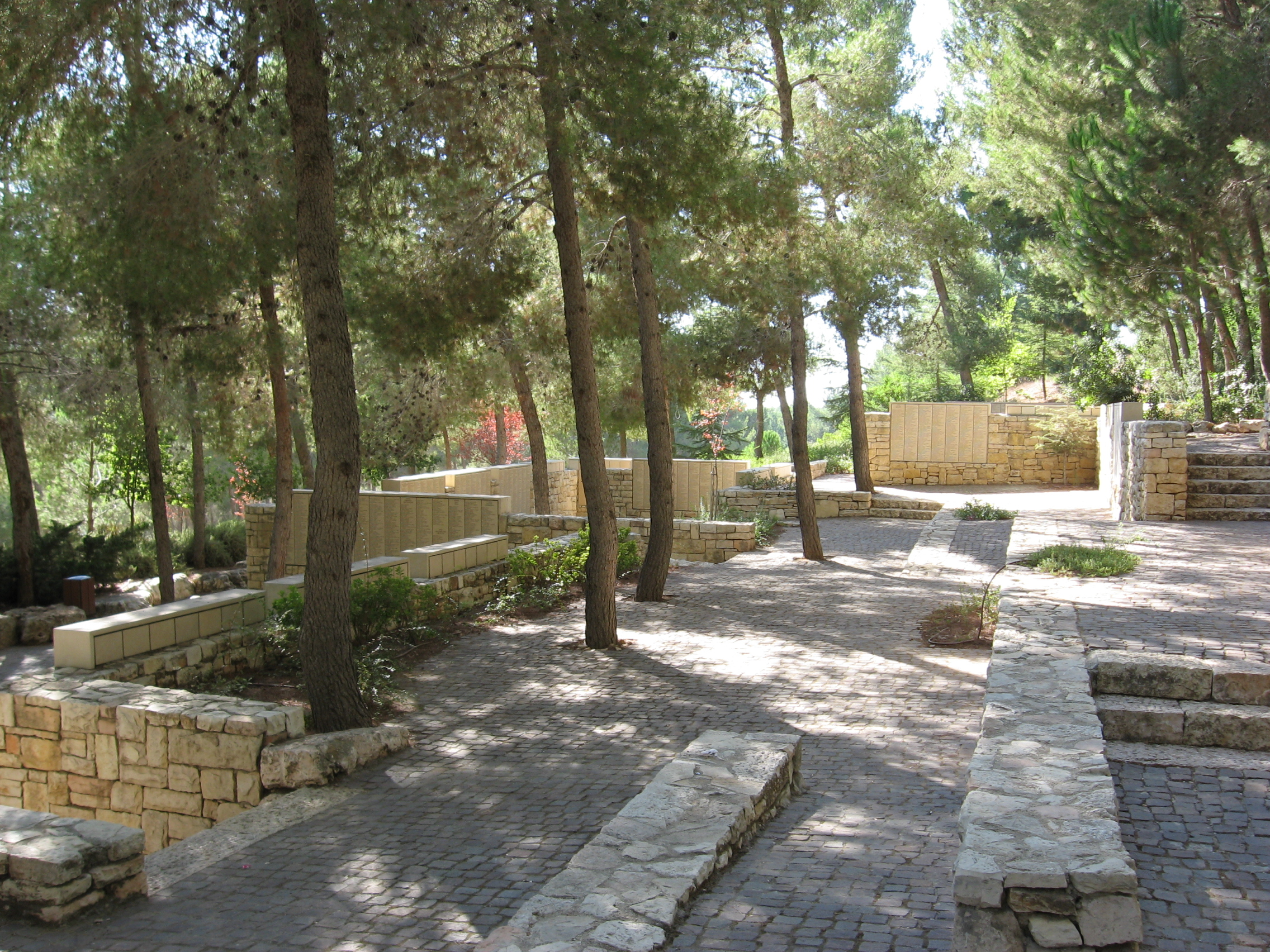
Giardino dei Giusti tra le Nazioni con sullo sfondo il Muro d'Onore

Il Giardino dei Giusti è un giardino esistente nel comprensorio di Yad Vashem a Gerusalemme e dedicato ai Giusti tra le nazioni ovvero a gentili (non ebrei) che durante l'Olocausto, rischiando le loro vite, prestarono aiuto e soccorso agli ebrei perseguitati dai nazisti.
Ispirandosi al giardino di Yad Vashem, il giornalista e scrittore italiano Gabriele Nissim - uno dei principali fondatori del Gariwo la foresta dei Giusti (Gardens of the Righteous Worldwide), un'organizzazione no profit con sede a Milano che svolge la sua attività a livello internazionale - ha voluto celebrare con il primo Giardino dei Giusti di tutto il mondo sorto sul promontorio Monte Stella di Milano persone di tutto il mondo che in ogni tempo e in ogni luogo, hanno fatto del bene salvando vite umane, si sono battuti in favore dei diritti umani durante i genocidi e hanno difeso la dignità della persona rifiutando di piegarsi ai totalitarismi e alle discriminazioni tra esseri umani. 
L'iniziativa di Gabriele Nissim è stata seguita da diverse città in Italia e nel mondo e in pochi anni diverse città hanno dedicato un giardino celebrando personaggi diversi, ebrei e non ebrei: si è data così attuazione ad una legge italiana di adempimento di normativa europea, che definisce i criteri per i giardini (e i suoi celebrati), i quali sono diversi dai requisiti dei "Giusti fra le Nazioni" di Yad Vashem.

## Il Giardino dei Giusti
Il primo Giardino dei Giusti, nato a Gerusalemme nel 1962, è dedicato ai Giusti tra le nazioni. Il promotore è Moshe Bejski, salvato da Oskar Schindler. Moshe Bejski ha dedicato la propria vita a ricercare nel mondo i Giusti tra le nazioni: può rendere l'idea la portata della sua ricerca se si pensa che tra il 1963 e il 2001 ne sono stati commemorati circa 20.000 di cui 295 italiani. Il giardino si trova nel memoriale di Yad Vashem e ricorda i Giusti non ebrei che hanno salvato la vita a ebrei durante la Shoah. La commemorazione fino agli anni novanta era effettuata piantando alberi in onore dei Giusti tra le nazioni. Oggi, non essendoci più spazio per le piantumazioni, è stato costruito nel giardino il Muro d'Onore su cui ne vengono scolpiti i nomi.

## I Giardini dei Giusti in Italia e nel mondo
Il presidente di Gariwo la foresta dei Giusti, Gabriele Nissim, ha proposto l'istituzione di Giardini in tutto il mondo.

### I Giardini in Italia
In Italia sono stati creati nel tempo i seguenti Giardini dei Giusti (in ordine di data di apertura):

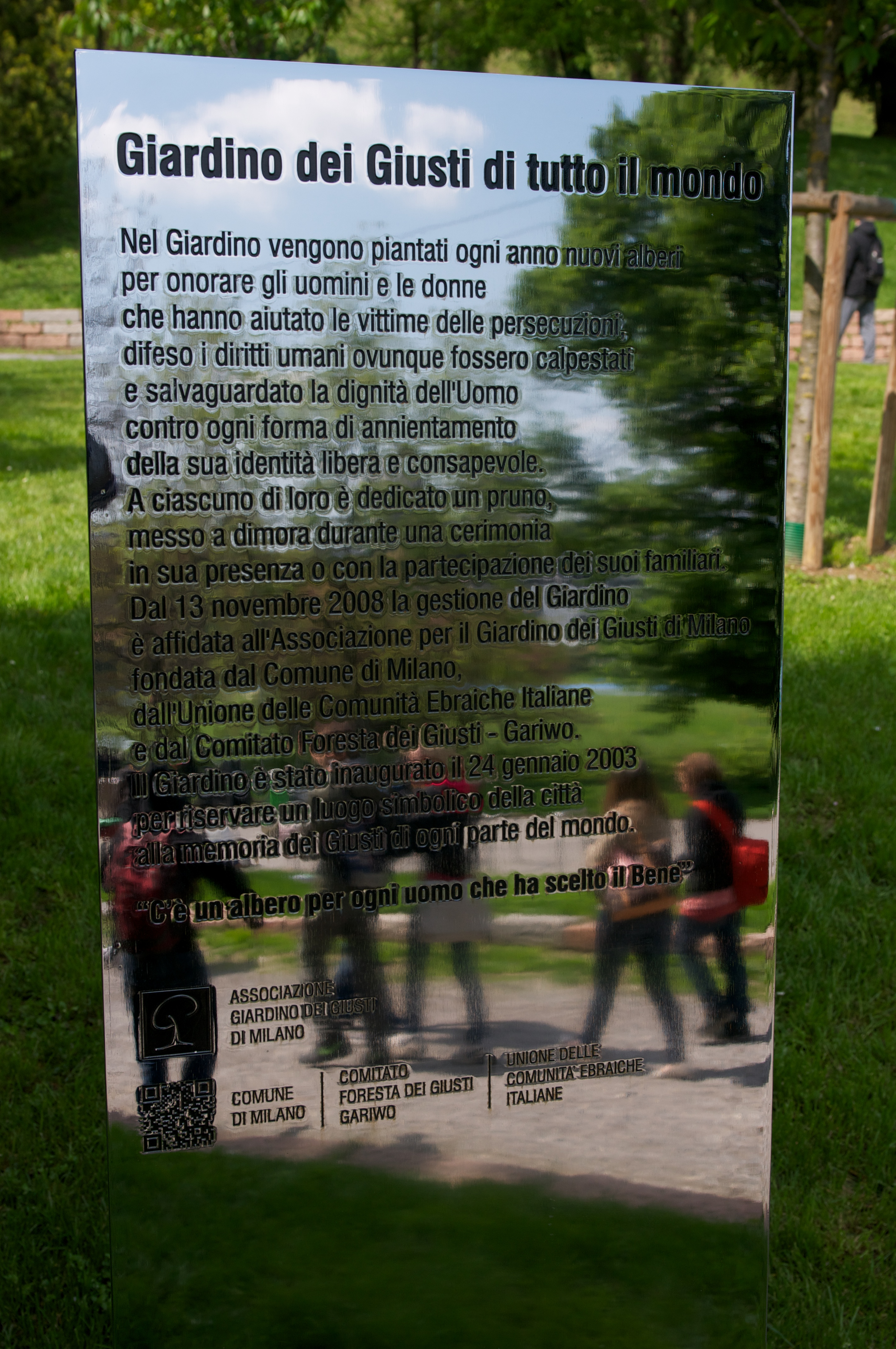
Stele posta all'ingresso del Giardino dei Giusti di tutto il mondo di Milano

- Giardino dei Giusti di tutto il mondo di Milano: Viale dei Giusti, Parco Monte Stella, Milano. Inaugurato il 24 gennaio 2003[13][14].
- Giardino dei Giusti di Cagliari[15]
- Giardino dei Giusti di Catania: inaugurato il 27 gennaio 2003 (Giornata della Memoria), presso l'area verde di Monte Po. In questo giardino si trovano tre querce in ricordo di Giovanni Palatucci, Giorgio Perlasca e Calogero Marrone che, come capo dell'anagrafe salvò oltre 200 persone rilasciando documenti falsi. Scoperto, morì di tifo a Dachau in Germania. Purtroppo il giardino versa in stato di degrado dal 2008 come rilevato dal Comitato per la Foresta dei Giusti e dalla Fondazione Giorgio Perlasca in una lettera all'Amministrazione comunale[16].
- Piazza e due querce a Bellaria-Igea Marina dedicati ai Giusti della Shoah, aperta il 25 aprile 2004[17].
- Parco in memoria delle Vittime Italiane nei Gulag presso il Parco Valsesia, Milano, inaugurato l'11 novembre 2005.
- Giardino dei Giusti di Firenze: presso il Giardino degli orti del Parnaso, in via Trento, aperto dal 2007.
- Giardino dei Giusti di Maccarese-Fiumicino (Roma), presso l'Istituto d'Istruzione Superiore "Leonardo da Vinci", con oltre 30 alberi di olivo e una mostra permanente dedicata ai Giusti tra le nazioni ricordati nel giardino. È stato inaugurato nel 2007.
- Giardino dei Giusti del Mondo di Padova: in via Egidio Forcellini, angolo viale dell'Internato Ignoto, 24 (zona Terranegra), aperto dal 2008.
- Giardino dei Giusti di Palermo: in via dell'Alloro, aperto dal 2008.
- Giardino dei Giusti di Cittanova (RC), presso la villa comunale del paese, aperto dal 2008.
- Giardino dei Giusti di Calcinate (Bergamo), inaugurato il 4 giugno 2010[18].
- Bosco dei Giusti della Brianza, nel Parco delle Groane nei pressi dell'ex polveriera di Solaro, Milano, inaugurato il 19 dicembre 2010[19].
- Giardino dei Giusti di tutto il mondo di Bisceglie, (provincia di Barletta-Andria-Trani), Orto Schinosa. Inaugurato il 5 settembre 2012[20].
- Giardino dei Giusti di Brescia, presso parco Tarello, inaugurato il 6 marzo 2013[21][22].
- Giardino dei Giusti di Rimini, all'interno del parco XXV Aprile, istituito il 9 luglio 2013[23].
- Giardino dei Giusti di Cadorago, «esterno della scuola secondaria di I grado “Machiavelli” di via Alfieri 1», inaugurato il 6 marzo 2014[24]
- Giardino dei Giusti di tutto il mondo di Thiene, presso il parco comunale in via Basilicata, inaugurato l'11 marzo 2014[25]
- Giardino dei Giusti del Piemonte, presso il parco Colonnetti di Torino, inaugurato il 27 marzo 2014.
- Giardino dei Giusti di Agrigento (AG) nel cuore della Valle dei Templi, inaugurato il 3 dicembre 2015
- Giardino dei Giusti di Calvisano (BS), presso parco San Michele, inaugurato il 6 marzo 2015.
- Giardino dei Giusti di Offida (AP), presso la Chiesa di Santa Maria della Rocca, inaugurato il 6 giugno 2015
- Giardino dei Giusti di Bergamo, presso il parco del Galgario, intitolato a Khaled al-Asaad, inaugurato il 6 marzo 2016[26][27]
- Giardino della Casa Circondariale di Monza (MB), presso la Casa Circondariale, inaugurato il 17 marzo 2017[28]. La prima quercia e la relativa targa onora Giorgio Perlasca.
- Giardino dei Giusti di Carpi, presso il liceo Manfredo Fanti, inaugurato il 27 febbraio 2018.
- Giardino del Giusti di Roma, inaugurato il 6 marzo 2018 nell'area un tempo agricola di villa Pamphilj[29].
- Giardino dei Giusti di Sassuolo, presso il liceo A.F. Formiggini.
- Giardino dei Giusti di Parma presso l’istituto professionale Pietro Giordani Archiviato il 27 giugno 2019 in Internet Archive..
- Giardino dei Giusti di Nizza Monferrato (AT) in via Don Celi.
- Giardino dei Giusti di Noceto (Parma) presso l'Istituto Comprensivo "Rita Levi-Montalcini", nato il 6 marzo 2019[30]
- Giardino dei Giusti di Rezzato (Brescia), inaugurato il 6 marzo 2019
- Giardino dei Giusti di Premolo (Bergamo), il primo in Val Seriana inaugurato il 9 marzo 2019[31]
- Giardino dei Giusti di Fuscaldo, dedicato al magistrato Nicola Gratteri: Scuola Primaria plesso Marina Fuscaldo (Cosenza). Inaugurato l'8 febbraio 2020[32].
- Giardino dei Giusti di Castellammare del Golfo presso Azienda Agraria "Bocca della Carruba" del Polo Statale I.S.S. "P. Mattarella". Inaugurato il 7 marzo 2022.
- Giardino dei Giusti di Trapani, istituito in via Clio, donato alla cittadinanza dal Distretto Interact 2110 Sicilia e Malta, IRD Carlo Di Bella.

### I Giardini nel mondo
Di seguito l'elenco di alcuni dei Giardini dei Giusti nati nel mondo:
- Varsavia, inaugurato il 5 giugno 2014 insieme al Comitato per il Giardino dei Giusti di Varsavia, costituito su impulso di Tadeusz Mazowiecki.
- Neve Shalom-Wahat el Salam, inaugurato il 10 marzo 2015.
- Tunisi, Ambasciata italiana, inaugurato il 15 luglio 2016 con il Ministero degli Affari Esteri e l'Ambasciata d'Italia a Tunisi[33].
- Giordania, presso lo Sharhabil Bin Hassneh Eco Park, inaugurato il 30 ottobre 2017 con Ecopeace Middle East, il Ministero degli Affari Esteri e l'Ambasciata d'Italia ad Amman.
- Erevan (Armenia), Collina delle rondini. Muro della Memoria accanto al Museo del genocidio armeno, in cui vengono poste le ceneri dei Giusti con una lapide commemorativa. Nel complesso c'è anche il Giardino dei giusti per gli armeni, dedicato alle personalità internazionali venute a rendere omaggio al memoriale.
- San Pietroburgo sobborgo di Levashovo, Russia. Su iniziativa del Memoriale di Levashovo e dell'Istituto Italiano di Cultura con Gariwo, nel 2007 è stata posta una lapide per ricordare le vittime italiane del totalitarismo all'interno del Cimitero Memoriale di Levashovo, dove mediante fucilazione, negli anni delle grandi purghe di Stalin, furono sepolte in fosse comuni migliaia di persone innocenti. Nel 2008 il Presidente della Repubblica Italiana Giorgio Napolitano ha reso omaggio alla lapide, su richiesta di Anatolij Razumov e Gabriele Nissim.

Negli anni sono sorti sempre nuovi Giardini dei Giusti in parchi pubblici, scuole, città e Ambasciate. Sul sito di Gariwo è disponibile l'elenco dei Giardini dei Giusti esistenti in Italia e nel mondo.